# 400
400 （四百、よんひゃく、よお、しひゃく）は自然数、また整数において、399の次で401の前の数である。また、この項目では401から499までの数字についても扱う。

## 性質
- 400は合成数であり、約数は 1, 2, 4, 5, 8, 10, 16, 20, 25, 40, 50, 80, 100, 200, 400 である。
  - 約数の和は961。
    - 96番目の過剰数である。1つ前は396、次は402。
    - 約数の和が奇数になる34番目の数である。1つ前は392、次は441。
    - 約数の和が平方数になる24番目の数である。1つ前は385、次は472。
    - 平方数のうち約数の和も平方数になる3番目の平方数である。1つ前は81、次は32400。(オンライン整数列大辞典の数列 A08848)

  - 約数を15個もつ3番目の数である。1つ前は324、次は784。
- 400 = 202
  - 20番目の平方数である。1つ前は361、次は441。
  - n = 2 のときの 20n の値とみたとき1つ前は20、次は8000。
  - 400 = (2 × 10)2
    - n = 10 のときの (2n)2 の値とみたとき1つ前は324、次は484。(オンライン整数列大辞典の数列 A016742)
    - 400 = 4 × 102
      - n = 4 のときの 100n の値とみたとき1つ前は300、次は500。(オンライン整数列大辞典の数列 A044332)

  - 400 = (4 × 5)2
    - n = 5 のときの (4n)2 の値とみたとき1つ前は256、次は576。(オンライン整数列大辞典の数列 A016802)
    - n = 4 のときの (5n)2 の値とみたとき1つ前は225、次は625。(オンライン整数列大辞典の数列 A016850)

  - 400 = 24 × 52
    - 2つの異なる素因数の積で p4 × q2 の形で表せる3番目の数である。1つ前は324、次は784。(オンライン整数列大辞典の数列 A189988)

  - 400 = 100(20) (ただし(20)は二十進数を表している。)
- 1/400 = 0.0025
  - 逆数が有限小数になる22番目の数である。1つ前は320、次は500。(オンライン整数列大辞典の数列 A003592)
  - 割合にすると 0.25%
- 4002 + 1 = 160001 であり、n2 + 1 の形で素数を生む58番目の数である。1つ前は396、次は406。(オンライン整数列大辞典の数列 A005574)
- 400 = 70 + 71 + 72 + 73
  - a = 7 のときの a0 + a1 + a2 + a3 の値とみたとき1つ前は259、次は585。
  - 1 + k + k2 + k3 (k > 1) の形で表せる唯一の平方数である。
  - 7の累乗和とみたとき1つ前は57、次は2801。(オンライン整数列大辞典の数列 A023000)
    - 400 = 74 − 1/7 − 1

  - 1 + k + k2 + ... + ke (k, e > 1) の形で表される平方数は121 (k = 3, e = 4) と400 (k = 7, e = 3) のみである(Ljunggren, 1943)。[2]
- 106番目のハーシャッド数である。1つ前は399、次は402。
  - 4を基としたとき5番目のハーシャッド数である。1つ前は220、次は1012。
  - 平方数がハーシャッド数になる10番目の数である。1つ前は324、次は441。
- 約数の和が400になる数は1個ある。(343) 約数の和1個で表せる82番目の数である。1つ前は398、次は402。
- 各位の和が4になる15番目の数である。1つ前は310、次は1003。
- 各位の平方和が平方数になる41番目の数である。1つ前は366、次は403。(オンライン整数列大辞典の数列 A175396)
  - 各位の和と各位の平方和が両方とも平方数になる8番目の数である。1つ前は100、次は900。(オンライン整数列大辞典の数列 A197125)
- 各位の立方和が平方数になる33番目の数である。1つ前は333、次は408。(オンライン整数列大辞典の数列 A197039)
- 400 = 122 + 162
  - 異なる2つの平方数の和で表せる120番目の数である。1つ前は397、次は401。(オンライン整数列大辞典の数列 A004431)
  - 202 = 122 + 162
    - 平方数が異なる2つの平方数の和で表せる6番目の数である。1つ前は289、次は625。(オンライン整数列大辞典の数列 A134422)
      - ここに現れる 12，16，20 はピタゴラス数である。
- 400 = 252 − 225
  - n = 25 のときの n2 − 152 の値とみたとき1つ前は351、次は451。(オンライン整数列大辞典の数列 A132772)

## その他 400 に関連すること
- 400の接頭辞：quadringenti（ラテン語）
- 西暦400年 - 4世紀最後の年
- グレゴリオ暦において、西暦の年数が100で割り切れる年はそれが400でも割り切れるときだけうるう年になる。たとえば2000年は2000が100でも400でも割り切れるのでうるう年だが、1700年、1800年、1900年は100で割り切れるが400では割り切れないのでうるう年ではない。
- 日本語用の原稿用紙は、通常、1枚400字（20字×20行）で作られていて、400字詰め原稿用紙と呼ばれる。
- 日本のプロ野球における投手の現役通算勝利数の最高記録は、金田正一投手が持つ400勝である。
- フォーブズ400：アメリカの長者番付雑誌。転じて、富豪や、社会的な影響力をもつ有名人400人の総称。
- 400メートル競走、400メートルハードル、400メートルリレー走などはいずれも陸上競技種目の一つ。また400mメドレーリレーは競泳種目の一つ。
- 昔の16ビットパソコンの中には、画面のピクセル数が縦400ピクセルのものがあった。PC-9801シリーズが代表的。通常640×400ピクセルで、このばあい 640 × 400 = 256000 ≒ 262144 = 218 となり、VRAMの配置が単純になる。
- 400系または400形を称するもの。
- 四百余州は中国全土の呼称の一つ。
- 自動車では積載重量や排気量などの"車格"を表す数字として車種名に使用される。
  - フェラーリ・400
  - 日産自動車の大型商用車でルノー・マスターのOEMである、日産・NV400 (de:Nissan NV400も参照)。
  - レクサスの乗用車、RX400h、SC400、LS400。
  - メルセデス・ベンツの乗用車の車種名、E400。
- シカゴ・ノース・ウェスタン鉄道が運行していた旅客列車、ツイン・シティ400。
- 『400』は、Shing02によるシングル、及びアルバム。
- 日本国内において普通自動二輪免許により運転できる最大の排気量は400cc。
- 太陽と月の大きさと地球からの距離は約400倍である。
- 10の累乗数を使う角度の単位では、周角は400グラード（grade, gon）となる。360°＝400gon、1°＝0.9gon。

## 401 から 499 までの整数

### 401 から 420
401 : 素数、陳素数、テトラナッチ数、7つの連続した素数の和 (43 + 47 + 53 + 59 + 61 + 67 + 71)、9つの連続した素数の和 (29 + 31 + 37 + 41 + 43 + 47 + 53 + 59 + 61)
402 = 2 × 3 × 67、楔数、ハーシャッド数、ノントーティエント
403 = 13 × 31、七角数
404 = 22 × 101、ノントーティエント
405 = 34 × 5、ハーシャッド数
406 = 2 × 7 × 29、楔数、三角数、中心つき九角数、ノントーティエント
407 = 11 × 37、ハーシャッド数、ナルシシスト数(43 + 03 + 73 = 407)、3つの連続した素数の和 (131 + 137 + 139)
408 = 23 × 3 × 17、八角数、ハーシャッド数、ペル数、4つの連続した素数の和 (97 + 101 + 103 + 107)、8つの連続した素数の和 (37 + 41 + 43 + 47 + 53 + 59 + 61 + 67)
409 : 素数、陳素数、中心つき三角数
410 = 2 × 5 × 41、楔数、ハーシャッド数、6つの連続した素数の和 (59 + 61 + 67 + 71 + 73 + 79)、ノントーティエント
411 = 3 × 137
412 = 22 × 103、12個の連続した素数の和 (13 + 17 + 19 + 23 + 29 + 31 + 37 + 41 + 43 + 47 + 53 + 59)、ノントーティエント
413 = 7 × 59
414 = 2 × 32 × 23、ハーシャッド数、ノントーティエント
415 = 5 × 83
416 = 25 × 13
417 = 3 × 139
418 = 2 × 11 × 19、楔数
419 : 素数、ソフィー・ジェルマン素数、陳素数、双子素数(419, 421)
420 = 22 × 3 × 5 × 7、矩形数、ハーシャッド数、4つの連続した素数の和 (101 + 103 + 107 + 109)、1から7で割り切れる最小の数

### 421 から 440
421 : 素数、入れ替えた241も素数、オイラー素数、双子素数(419, 421)、中心つき四角数、5つの連続した素数の和 (73 + 79 + 83 + 89 + 97)
422 = 2 × 211、ノントーティエント
423 = 32 × 47、ハーシャッド数
424 = 23 × 53、10個の連続した素数の和 (23 + 29 + 31 + 37 + 41 + 43 + 47 + 53 + 59 + 61)
425 = 52 × 17、五角数、3つの連続した素数の和 (137 + 139 + 149)
426 = 2 × 3 × 71、楔数、ノントーティエント
427 = 7 × 61、約数の和が完全数496になる唯一の数。
428 = 22 × 107、ノントーティエント
429 = 3 × 11 × 13、楔数、カタラン数
430 = 2 × 5 × 43、楔数
431 : 素数、ソフィー・ジェルマン素数、陳素数、双子素数(431, 433)、7つの連続した素数の和 (47 + 53 + 59 + 61 + 67 + 71 + 73)
432 = 24 × 33、ハーシャッド数、ズッカーマン数、高度トーティエント数、4つの連続した素数の和 (103 + 107 + 109 + 113)
433 : 素数、双子素数(431, 433)、六芒星数、マルコフ数
434 = 2 × 7 × 31、楔数、6つの連続した素数の和 (61 + 67 + 71 + 73 + 79 + 83)、ノントーティエント、434 = 112 + 122 + 132
435 = 3 × 5 × 29、楔数、三角数、六角数
436 = 22 × 109、ノントーティエント
437 = 19 × 23
438 = 2 × 3 × 73、楔数、スミス数
439 : 素数、3つの連続した素数の和 (139 + 149 + 151)、9つの連続した素数の和 (31 + 37 + 41 + 43 + 47 + 53 + 59 + 61 + 67)
440 = 23 × 5 × 11、ハーシャッド数、最初から17個の素数の和

### 441 から 460
441 = 32 × 72 = 212 = 13 + 23 + 33 + 43 + 53 + 63、中心つき八角数、ハーシャッド数、『441』はmiwaの6枚目のシングル
442 = 2 × 13 × 17、楔数、8つの連続した素数の和 (41 + 43 + 47 + 53 + 59 + 61 + 67 + 71)
443 : 素数、ソフィー・ジェルマン素数、陳素数
444 = 22 × 3 × 37、ハーシャッド数
445 = 5 × 89 = 52 + 72 + 92 + 112 + 132
446 = 2 × 223、ノントーティエント
447 = 3 × 149
448 = 26 × 7 = 83 − 82 、16を基としたとき最小のハーシャッド数
449 : 素数、陳素数、5つの連続した素数の和 (79 + 83 + 89 + 97 + 101)
450 = 2 × 32 × 52、ハーシャッド数、ノントーティエント
451 = 11 × 41、十角数、中心つき十角数
452 = 22 × 113
453 = 3 × 151、453 × 10−2 = 4.53 は φπ の近似値である。ただしφは黄金数。(A212711)
454 = 2 × 227 = 32 + 52 + 72 + 92 + 112 + 132、スミス数、ノントーティエント
455 = 5 × 7 × 13、楔数、三角錐数
456 = 23 × 3 × 19、中心つき五角数、双子素数の和(227 + 229)、4つの連続した素数の和 (107 + 109 + 113 + 127)
457 : 素数、3つの連続した素数の和 (149 + 151 + 157)
458 = 2 × 229、ノントーティエント。フェラーリ・458イタリア。
459 = 33 × 17
460 = 22 × 5 × 23、中心つき三角数、ハーシャッド数、12個の連続した素数の和 (17 + 19 + 23 + 29 + 31 + 37 + 41 + 43 + 47 + 53 + 59 + 61)

### 461 から 480
461 : 素数、オイラー素数、陳素数、双子素数(461, 463)
462 = 2 × 3 × 7 × 11、矩形数、6つの連続した素数の和 (67 + 71 + 73 + 79 + 83 + 89)
463 : 素数、双子素数(461, 463)、中心つき七角数、7つの連続した素数の和 (53 + 59 + 61 + 67 + 71 + 73 + 79)、210+211+212
464 = 24 × 29、原始擬似完全数
465 = 3 × 5 × 31、楔数、三角数、ハーシャッド数
466 = 2 × 233
467 : 素数、安全素数、陳素数
468 = 22 × 32 × 13、ハーシャッド数、10個の連続した素数の和 (29 + 31 + 37 + 41 + 43 + 47 + 53 + 59 + 61 + 67)
469 = 7 × 67、七角数、中心つき六角数
470 = 2 × 5 × 47、楔数、ノントーティエント
471 = 3 × 157、完全トーティエント数、3つの連続した素数の和 (151 + 157 + 163)
472 = 23 × 59、ノントーティエント
473 = 11 × 43、5つの連続した素数の和 (83 + 89 + 97 + 101 + 103)
474 = 2 × 3 × 79、楔数、九角数、8つの連続した素数の和 (43 + 47 + 53 + 59 + 61 + 67 + 71 + 73)、ノントーティエント
475 = 52 × 19
476 = 22 × 7 × 17 = 23 + 53 + 73 、17を基としたとき最小のハーシャッド数
477 = 32 × 53、五角数
478 = 2 × 239
479 : 素数、安全素数、陳素数、9つの連続した素数の和 (37 + 41 + 43 + 47 + 53 + 59 + 61 + 67 + 71)
480 = 25 × 3 × 5、ハーシャッド数、高度トーティエント数、双子素数の和(239 + 241)、4つの連続した素数の和 (109 + 113 + 127 + 131)

### 481 から 499
481 = 13 × 37、八角数、中心つき四角数、ハーシャッド数、481 × 10−2 = 4.81 は i−i = eπ/2 の近似値である。(A042972)
482 = 2 × 241 = 2 × (152 + 15 + 1)、ノントーティエント
483 = 3 × 7 × 23、楔数、スミス数
484 = 22 × 112 = 222、ノントーティエント
485 = 5 × 97
486 = 2 × 35、ハーシャッド数、インテル製のプロセッサIntel486の通称。
487 : 素数、陳素数、3つの連続した素数の和 (157 + 163 + 167)
488 = 23 × 61、ノントーティエント
489 = 3 × 163、八面体数
490 = 2 × 5 × 72、原始擬似完全数
491 : 素数、ソフィー・ジェルマン素数、陳素数
492 = 22 × 3 × 41、6つの連続した素数の和 (71 + 73 + 79 + 83 + 89 + 97)
493 = 17 × 29、7つの連続した素数の和 (59 + 61 + 67 + 71 + 73 + 79 + 83)
494 = 2 × 13 × 19、楔数、ノントーティエント
495 = 32 × 5 × 11 = 33 + 53 + 73 、第2定義のカプレカ数
496 = 24 × 31、三角数、六角数、中心つき九角数、原始擬似完全数、完全数、調和数、ノントーティエント
497 = 7 × 71、5つの連続した素数の和 (89 + 97 + 101 + 103 + 107)、log10π = 497 × 10−3 (オンライン整数列大辞典の数列 A053511)
498 = 2 × 3 × 83、楔数
499 : 素数、陳素数